# بطولة العالم لسباق الدراجات على الطريق 1979
بطولة العالم لسباق الدراجات على الطريق 1979 هي الدورة ال52 من بطولة العالم لسباق الدراجات على الطريق، أجريت في فالكنبورخ آن دي خول، هولندا.

## برنامج المسابقات
رجال
- سباق الطريق ضد الساعة.
- سباق الطريق ضد الساعة للفرق.

سيدات
- سباق الطريق المداري.

شبان
- سباق الطريق المداري للشبان.

## النتائج النهائية
| المسابقة              | ذهبية                          | فضية                          | برونزية                      |
| --------------------- | ------------------------------ | ----------------------------- | ---------------------------- |
| الرجال                |                                |                               |                              |
| سباق الطريق ضد الساعة | يان راس (هولندا)               | ديتريش تورو (FRG)             | Jean-René Bernaudeau (فرنسا) |
| الفريق البطل          | ألمانيا الشرقية                | بولندا                        | النرويج                      |
| السيدات               |                                |                               |                              |
| سباق الطريق المداري   | بترا دي بروين (هولندا)         | جين دي سميت (بلجيكا)          | Beate Habetz (FRG)           |
| شبان                  |                                |                               |                              |
| سباق الطريق المداري   | جريج لوموند (الولايات المتحدة) | Kenny De Maerteleire (بلجيكا) | J. Fr. Dury (فرنسا)          |